# Nectonema melanocephalum
Nectonema melanocephalum is een soort in de taxonomische indeling van de paardenhaarwormen. 
De diersoort komt uit het geslacht Nectonema en behoort tot de familie Nectonematidae. Nectonema melanocephalum werd in 1907 beschreven door Nierstrasz.